# Al-Āghwār ash-Shamāliyah
Al-Āghwār ash-Shamāliyah (în arabă الأغوار الشمالية) este unul dintre districtele Guvernoratului Irbid, Iordania.